# Denis Poillot
Pour les articles homonymes, voir Poillot.
Denis (Denys) Poillot (ou maître Poillot, ou président Poillot), chevalier, seigneur de Lally (commune de Saint-Léger-du-Bois) et d'Ogny, né à Autun à une date inconnue, mort le 29 décembre 1534 à Paris, est un diplomate français du XVIe siècle.

## Biographie
Avocat à Autun, il devient le 5 décembre 1514 procureur général au Parlement de Dijon grâce à François Ier qui le remarque. En 1516, le roi le nomme au Grand Conseil (France). Il quitte Dijon pour rejoindre Paris. En 1517, il a par lettres patentes droit de regard et de vote au Parlement de Paris. En 1521, le roi le désigne comme ambassadeur auprès d'Henri VIII d'Angleterre, il se comporte fort bien. Le 30 juin 1522, à la suite de cette brillante ambassade le roi crée pour lui la charge de maître des requêtes de l'hôtel particulier du roi. En 1526, après la défaite de Pavie, il est partie prenante dans le traité de Madrid, et on lui doit le fait que la Bourgogne, sa province natale n'échoit point à Charles Quint qui la revendiquait au nom de sa parenté avec Charles le Téméraire. En octobre 1526, il devient président du parlement de Paris jusqu'à sa mort le 29 décembre 1534.

## Héraldique
Il portait D'argent à sept larmes de sable posée 4, 2 et 1.

## Sources
- Autun de A à Z, ouvrage collectif, ville d'Autun et éditions Alan Sutton, 2011  (ISBN 978-2-8138-0348-1) p. 53.
- Edmé Thomas, Histoire de l'antique cité d'Autun. édition de la Tour Gille, dépôt légal 2e trimestre 1993  (ISBN 2-87802-115-0) p. 345-346.
- Denis Grivot : Autun, Lescuyer, Lyon, 1967, p. 312.
- François-Alexandre Aubert de la Chesnaye-Desbois, Dictionnaire de la noblesse, Antoine Boudet, impr. du roy, Paris 1775, p. 376.
- Pierre Julien de Courcelles, Dictionnaire universel de la noblesse de France, Bureau général de la noblesse de France, 1820, p. 200.